# Dubielno (Nowa Wiśniewka)
Dubielno – część wsi Nowa Wiśniewka w Polsce, położona w województwie wielkopolskim, w powiecie złotowskim, w gminie Zakrzewo.
W latach 1975–1998 Dubielno administracyjnie należało do województwa pilskiego.